# Charlie Chan sur la piste sanglante
Pour plus de détails, voir Fiche technique et Distribution.
Charlie Chan sur la piste sanglante (The Scarlet Clue) est un film policier américain réalisé par Phil Rosen, sorti en 1945. 
Le film est dans le domaine public en raison de l'absence de notice de droit d'auteur valide.

## Synopsis
Charlie Chan, son fils Tommy et leur chauffeur Birmingham Brown enquêtent sur des meurtres commis dans une station de radio, visant à accaparer les secrets d'un nouveau radar situé dans le même immeuble.

## Fiche technique
- Titre original : The Scarlet Clue
- Réalisation : Phil Rosen

## Distribution
- Sidney Toler : Charlie Chan
- Benson Fong : Tommy Chan
- Mantan Moreland : Birmingham Brown, chauffeur
- Virginia Brissac : Madame Le Marais
- Ben Carter : Ben Carter
- Robert Homans : Capitaine Flynn
- Jack Norton : Willie Rand
- Janet Shaw : Gloria Bayne
- Helen Deverell : Diane Hall
- Victoria Faust : Hulda Swenson / Janet Carter
- Leonard Mudie : Horace Karlos
- I. Stanford Jolley : Ralph Brett
- Emmett Vogan : M. Hamilton, du laboratoire éponyme
- Charles Wagenheim : Rausch